# Носатова Ганна Валеріївна
Ганна Валеріївна Носатова (*25 червня 1984) — російська акторка театру і кіно.
У 2005 році закінчила Російський університет театрального мистецтва.
Акторка театру «Ермітаж» (Москва). Співпрацювала з театром «Наффілд» (Саутгемптон, Велика Британія).

## Телебачення
- Студенти (2005)
- Туристи (2005)
- Клуб (2006—2009)
- Зроблено в СРСР (2011)
- Закрита школа (2011—2012)
- Катерина (2014)